# 古希臘的性交易

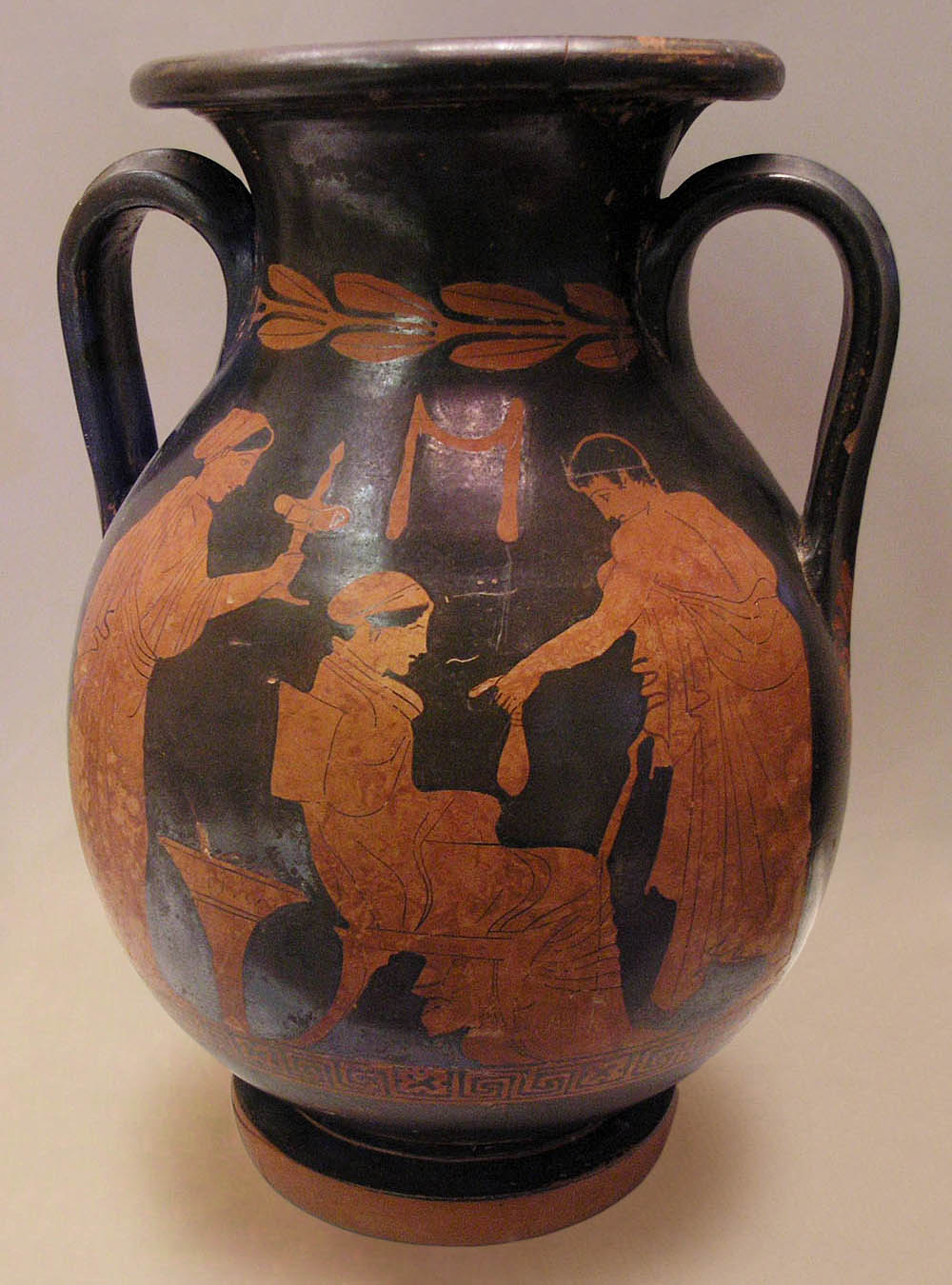
繪有妓女和嫖客的紅像雙耳陶罐，前430年，雅典國立考古博物館藏。

古希臘的性交易，是一個常見面貌。在古希臘，性交易是日常生活的一部份。在主要的希臘城邦尤其是港口地區，性交易是一項重要的經濟活動，相關行業者眾。在古希臘、城邦，性交易屬於合法，雅典的國立廉價妓院，甚至傳說是由古希臘七賢之一的立法者梭倫建立的。在嫖妓方面男女則是不平等：嫖客絕大多數是男人，娼妓者則是女人和少男。

## 女娼

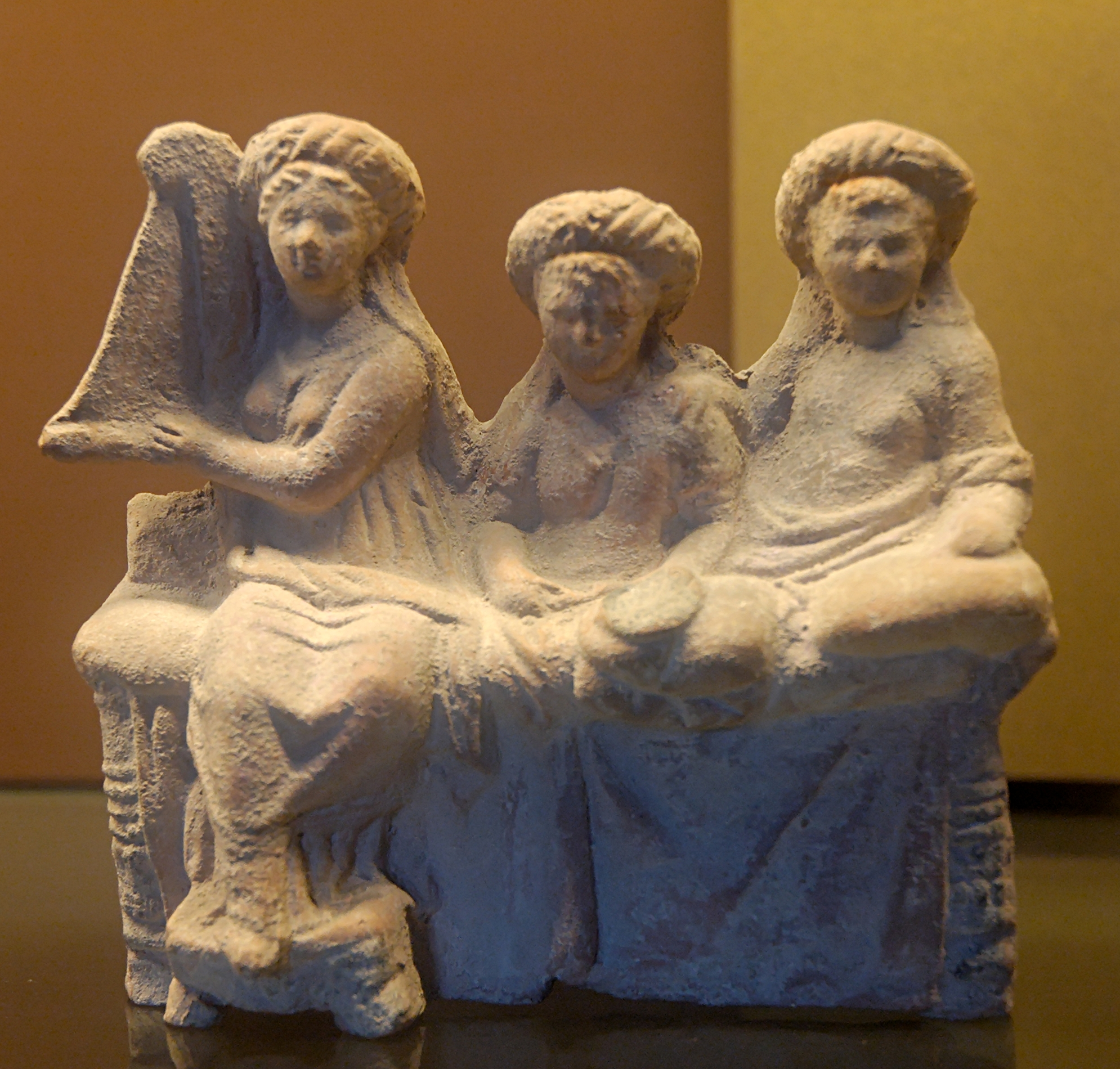
古希臘的「藝妓」與客人，前25年，羅浮宮藏。

在一篇嫁名狄摩西尼的演說中，說話者在城邦大會的法庭上說：「如願償慾，吾輩有妓；噓寒問暖，吾輩有妾；延子嗣、守家業，則吾輩有妻。」（《訴涅艾拉斯》（Κατὰ Νεαίρας），122）雖然真情實況未必這樣如意，但由此可知古希臘人並不像現代人一樣，在嫖妓這事上背有沉重的道德包袱。
另外，古希臘法律嚴禁男人與身為自由人的女子發生婚外關係，罪名無異強姦，假如對方是有夫之婦，若又捉姦在床，其夫有權殺死姦夫，而古希臘男人一般在30歲左右才成婚，因此年輕男子想跟女子發生肉體關係，只得找奴隸或妓女。
專為女人服務的女娼，在歷史文獻中鮮有記載。在柏拉圖著名的《會飲篇》（συμπόσιον）中，喜劇作家阿里斯托芬說了一個著名的有關「愛」的寓言：當初世上除了男人和女人，還有一種男女連體的人，這種人身軀壯、力量大，逐漸控制了世界，威脅到諸神，宙斯因此用雷電將這種連體人劈成兩半，從此這些人註定要找回自己的另一半，阿里斯托芬又說：「那些不是來自連體人的女人，對男人的興趣不大，她們更愛女人，這就是的由來。」（191e 2-5）他說的，可能就是專為女同性戀者服務的女娼。琉善在其《妓女的對話》（Ἑταιρικοὶ διάλογοι）第5章提到這種女娼，但也可能只是影射柏拉圖該段說話。

### 「賣春婦」

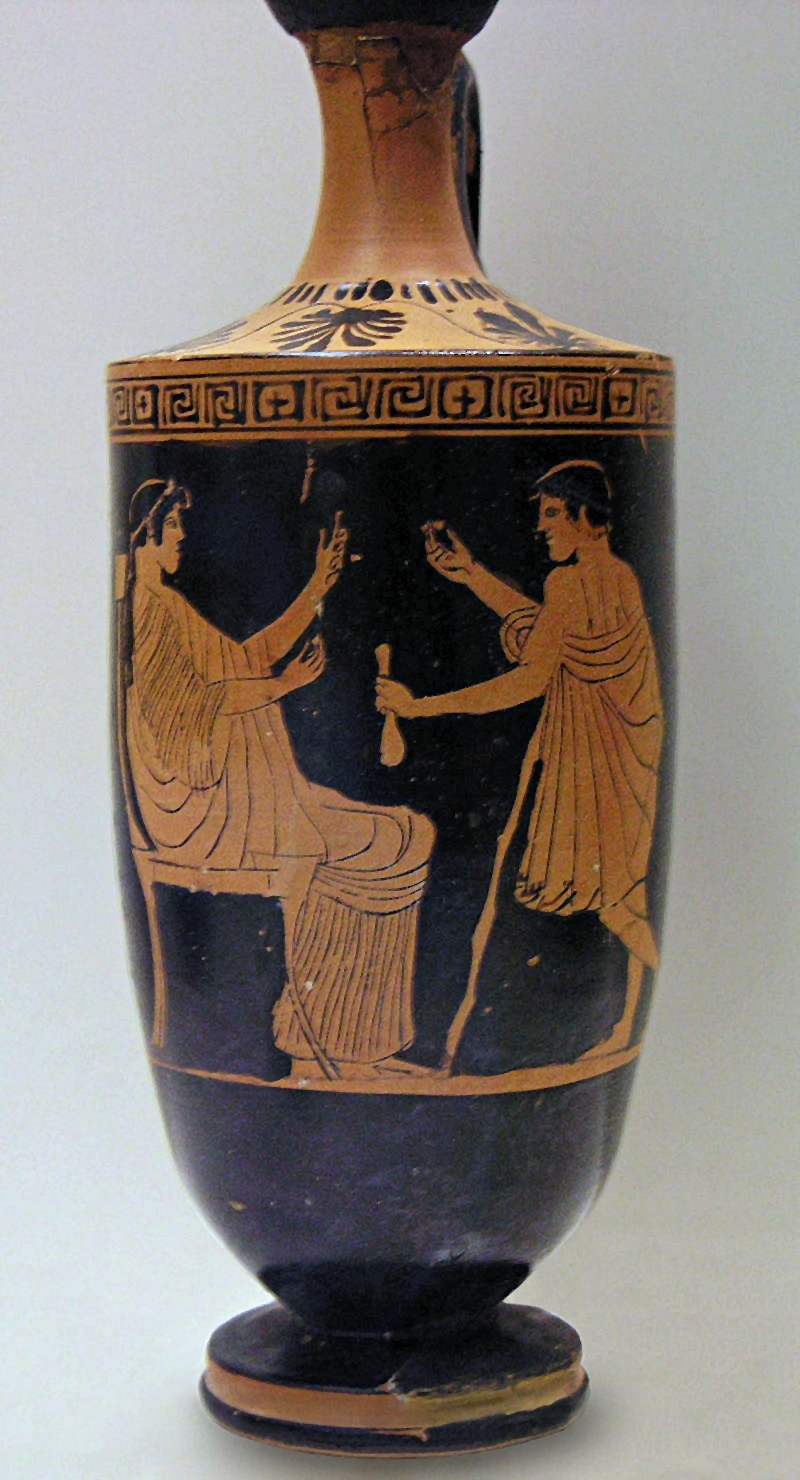
繪有正在招呼客人的交際花的紅像油瓶，前460-450年，雅典國立考古博物館藏。

古希臘的妓女分作數級。最低級的稱為，這個字來自，即「販賣」，這些「賣春婦」一般為奴隸，從屬於叫做的人，直譯就是「牧妓人」。這些牧妓人或為外邦人，或為城邦公民，他們從中賺到的傭金屬於正當收入，西元前4世紀一名演說家的財務清單中，就列有兩項這類收入，泰奧弗拉斯托斯在《人物志》（VI，5）論各種尋常職業，也將牧妓人與客棧老闆、收稅員相提並論。
在古典時期（前5-4世紀），賣春婦都是外邦人出身的奴隸，到了希臘化時期（前4-1世紀），城邦的男人把孫女賣作妓女。這些女子在妓院工作，妓院通常位於特定的風月區，如雅典的港口比雷埃夫斯和凱拉米克斯，顧客多為水手和貧民。
雅典的國立妓院中的妓女正屬「賣春婦」。雅典奈俄斯在《歡宴的智者》中，引用古希臘喜劇作家和史家的話，說梭倫「一心為了平息年輕人的慾火……在城邦內首設妓院，買入年輕女子置於其中」。在相關的喜劇內，一名角色讚揚梭倫道：

是你，梭倫，是你立此善法，造福公眾，因為大家都說，是你首先明白這個既民主又有益的場所之必需，宙斯為證！我一定要這樣說。我們的城邦裏無數可憐的少年為本能所煎熬，以致誤入歧途：為了他們，你買入女人，置於不同場所，讓這些少年隨時有地方宣洩本能……價錢：一個奧波勒斯；幹吧！不要扭扭捏捏！一切如你所欲，是劃得來……

就像這個角色所說的，梭倫建立的這些妓院成為或富或貧的人滿足了本能需要。傳說梭倫也從中牟利不少，並用這些收入來興建了一所供奉「人間愛神」的廟宇（希臘神話中阿佛洛狄忒的另一個化身，專管人間情欲，跟「天上愛神」相對）。雖然這些記載未必可信，但雅典人顯然視「人人可嫖」為民主的重要一環。收費方面，有不少記載都提到最便宜的僅「一個奧波勒斯」，但我們很難確定所謂「一個奧波勒斯」指的真的是一個小銀幣，還是像「一塊幾毛」那樣泛指價錢相宜。

### 自由妓

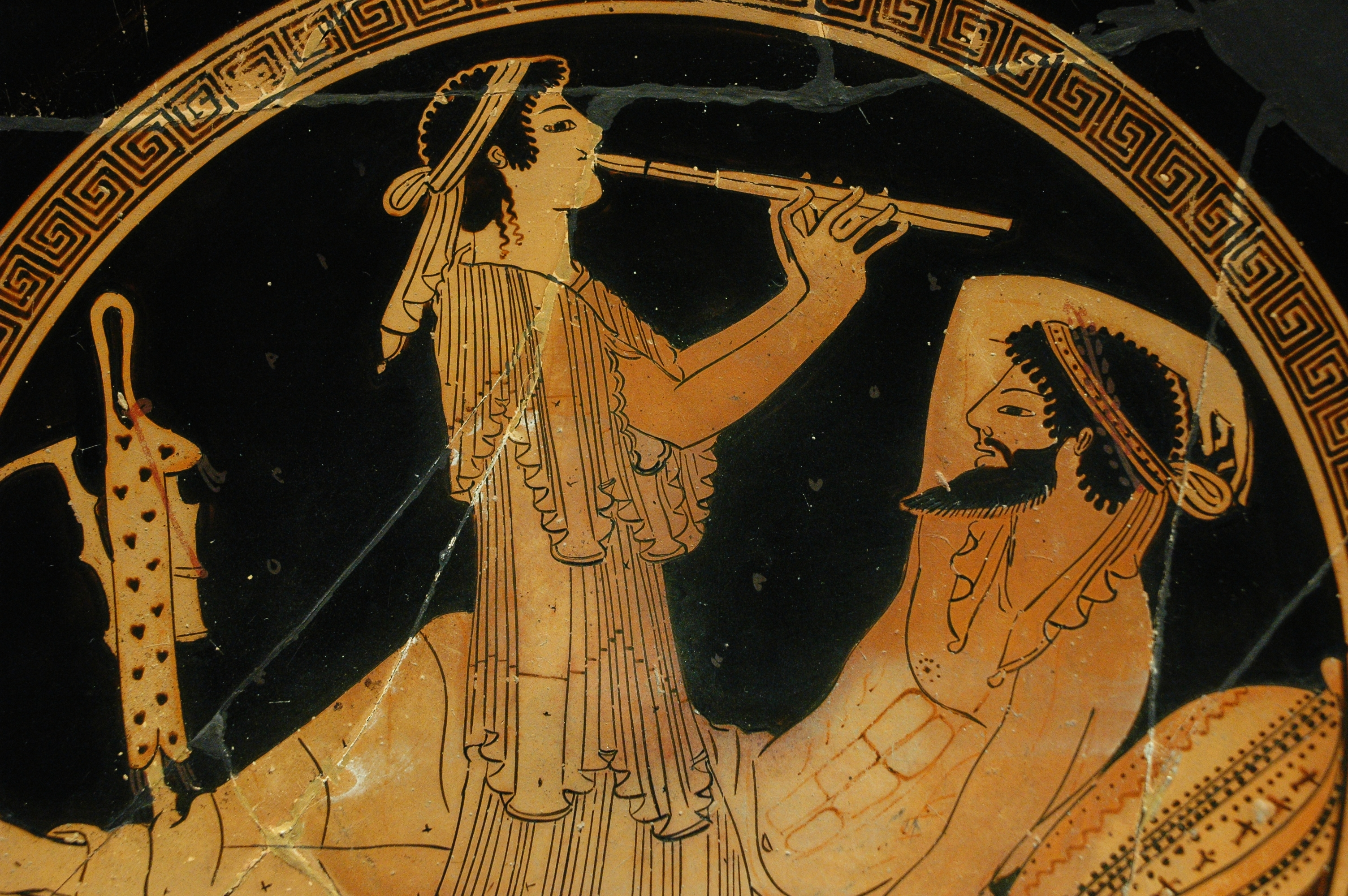
宴會上的樂師，部分會向客人提供性服務，紅像「圓形畫」（tondo），前480年，羅浮宮藏。

高一級的是在街上自行兜攬生意的自由妓。除了直接跟路人擠眉弄眼，她們還會借助別的宣傳伎倆：她們在鞋底做手腳，在地上印出「跟我來」（ΑΚΟΛΟΥΘΙ）的字樣。她們的化妝也特別誇張，一名喜劇作家因此嘲笑她們「用鉛白來畫面……將黑莓汁塗在面頰上。」
自由妓的出身各有不同：有的是在城邦裡找不到工作的外邦人，有的是貧窮的寡婦，有的本來是「賣春婦」，後來攢夠錢替自己贖了身。不論出身如何，她們常是欠了一身債，才當上自由妓。在雅典，自由妓須向城邦註冊，繳納稅項。有的自由妓收入豐厚。西元前1世紀，在當時上埃及的科普托斯，即現在的吉夫特（قفط），妓女的過路錢為120德拉克馬，而普通女人只需20德拉克馬。
自由妓的收費則很難推斷，似乎不同自由妓的收費各有不同，相差甚大。公元前4世紀，史家泰奧彭波斯（Θεόπομπος）表示，一個次等自由妓的收費為四個德拉克馬，公元前1世紀，一名伊壁鳩魯學派的哲學家提及一個自由妓的預訂計畫，光顧十二次，每次盛惠五個德拉克馬（見《希臘詩選》（Anthologia Graeca）, V, 126）。公元2世紀，在琉善《妓女的對話》中，一名自由妓嫌每個客人只收五個德拉克馬太少（8，3），一名年輕的處女則可開價一個邁納，即十個德拉克馬（7，3）。假如客人特別難看，甚至可收兩個邁納。年輕貌美的自由妓當然收費較高，但古希臘陶器上的圖繪顯示，也有專駐老妓的市場。收費還要看客人是否想要包起他的妓女，另外一群朋友可以合包一個自由妓，每人均可在一段時間內獨享溫柔。
那些專在男人晚宴上奏樂、跳舞的女子，也可歸入自由妓的類別。阿里斯多德在《雅典憲法》（Ἀθηναίων πολιτεία，L，2）中提到一種名為、共十個（五個在城內、五個在港口）的官員，負責監管「那些奏琴吹笛的女子每晚不可向客人收取多於兩個德拉克馬」顯然這些歌舞女郎也提供性服務，雖有專人監管，但仍有漲價的情況發生。

### 交際花

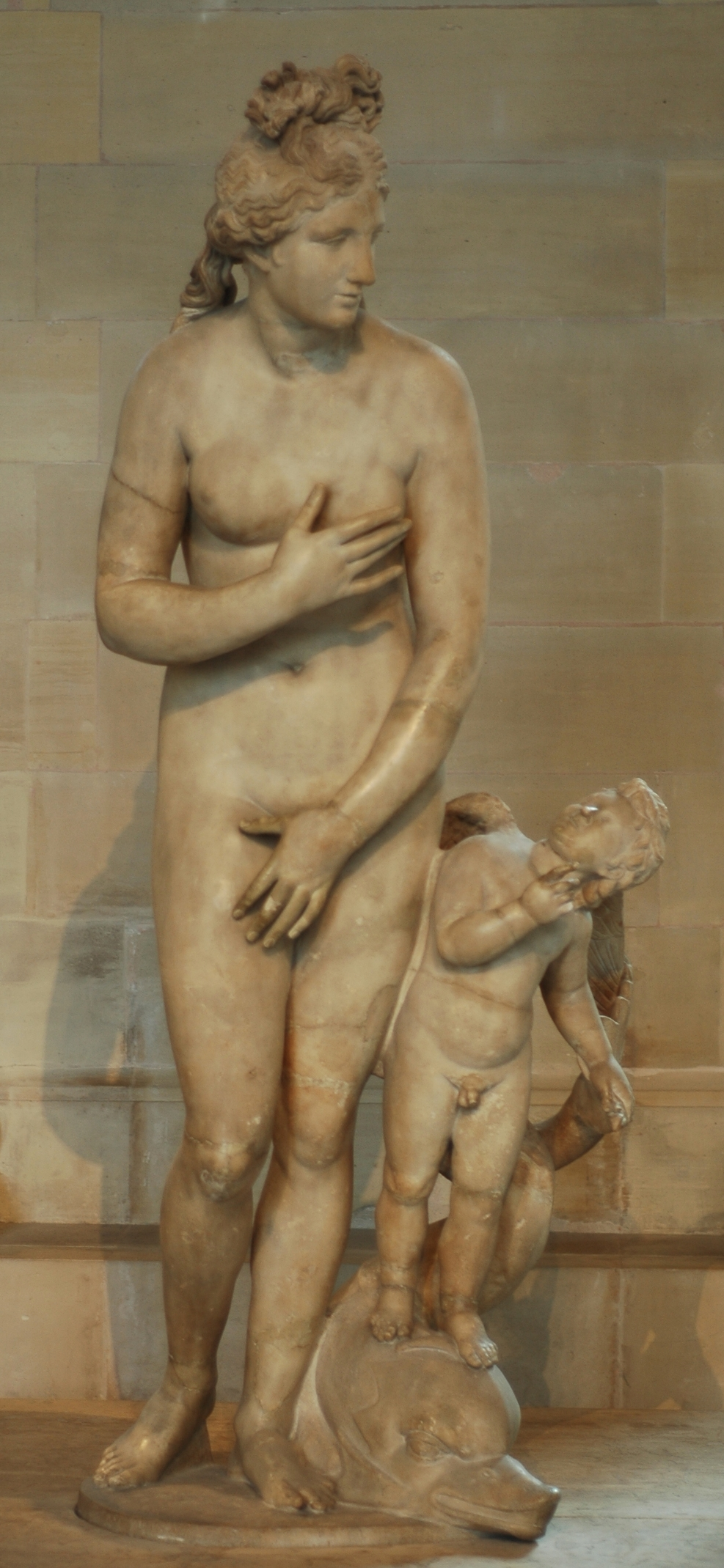
普拉克西特利斯的「克尼多斯的阿芙羅狄忒」的複製品，相傳此像正由名交際花芙里尼當模特兒。

在古希臘，交際花屬最高級的妓女。跟其他妓女不同，交際花不止為客人提供性服務，也並非逐次收費。在古希臘文中，「交際花」（ἑταίρα）一字本作「伴侶」解。這些交際花跟日本的藝妓相似，她們受過悉心的教育，能夠跟文人雅士暢談古今。所有古希臘交際花（斯巴達的除外），都有權自行管理其財產。
古希臘交際花的佼佼者，首推伯里克利的情婦阿斯帕西婭（Ἀσπασία）。這個堪稱公元前5世紀最有名的女人，生於米利都，雖在雅典淪為外邦人，但拜倒在她裙下的包括悲劇大家索福克勒斯、雕刻聖手菲狄亞斯（Φειδίας），甚至還有哲學家蘇格拉底及其門徒。根據普魯塔克的記載（見《比較列傳》的〈伯里克利列傳〉），阿斯帕西婭「征服了全城最優秀的政治家，哲學家也對她發生了不能算小的興趣。」
不少古希臘交際花的名字流傳至今：在古典時期，有大將軍亞西比德（Ἀλκιϐιάδης）的情侶特奧多忒（Θεοδότη），蘇格拉底在色諾芬的《回憶蘇格拉底》（III，11，4）中和她有針鋒相對的對話；還有涅艾拉斯，那篇嫁名狄摩西尼的有名演講，談的正是她；雕塑名家普拉克西特利斯（Πραξιτέλης）的傑作「克尼多斯的阿芙羅狄忒」，正由其情婦芙里尼當模特兒，她也是演說家喜帕賴德斯（Ὑπερείδης）的伴侶，在一場指控她瀆神的審判中他助了她一臂之力；還有列昂婷（Λεόντιον），她是伊壁鳩魯的學生，本身也是個哲學家，有人指她為交際花，但可能只是敵人對一個特立獨行的女性的詆毀。在希臘化時期，有亞歷山大大帝的財政大臣哈爾帕洛斯（Ἅρπαλος）的情婦皮同尼珂（Πυθονίκη），還有大帝自己的情婦泰伊絲（Θαίς），她後來又成了托勒密一世的情人。
有些交際花十分富裕。色諾芬就說特奧多忒奴婢成群，穿的是華衣美服，住的是廣廈高樓。有的交際花揮金如土：傳說莎孚有兄，他解放了一個名為羅多皮斯（Ῥοδῶπις）的埃及交際花，這個交際花竟富得為自己建了一個金字塔。希羅多德對此不敢置信，但記載了羅多皮斯在德爾斐樹了個十分貴重的墓碑（見《歷史》, II, 134-135）。交際花的收費不一，總的來說比普通妓女貴得多，據希臘新喜劇的描述，跟她們過若干個晚上要花上20至60個邁納，在《諂媚者》（Κόλαξ）一劇裏，米南德講到一個交際花日賺3個邁納，比十個「賣春婦」加起來還要多。假如羅馬時期的作家格利烏斯的話靠得住，在古典時期交際花一晚收費10,000個德拉克馬（見《阿提卡之夜》，I，8)。

### 斯巴達的情況
斯巴達是希臘唯一沒有「賣春婦」的城邦，但普魯塔克在《呂庫古列傳》（Λυκοῦργος，IX，6）中解釋，那是因為斯巴達沒有貴金屬和真正的貨幣，斯巴達人用的鐵質錢幣，在別的地方一文不值，因此沒有皮條客會在那裏開業。古風時期和古典時期的斯巴達，確實沒有留下公共淫業的痕跡，僅有可疑的是一個公元前6世紀的陶罐，上面繪有一些在男人宴會上吹奏奧洛斯管（αὐλός）的女人。然而，那可能只是個流行題材，未必代表當時斯巴達社會的真實場景。畫中的帶翼怪獸、水果、蔬菜及祭壇，也讓人相信描繪的可能是一場儀式性的歡宴，是向某象徵豐產的神祇獻祭，如「奧爾提亞的阿耳忒彌斯」（Ἄρτεμις Ὀρθία）或「阿波羅的许阿铿托斯」。
然而古典時期的斯巴達卻不乏交際花，雅典奈俄斯曾提及亞西比德在斯巴達的流亡期間（前415-414年）跟一些高級妓女花天酒地。色諾芬在他的《希臘史》（Ἑλληνικῶν，III，8）裏講到「鏗那頓秘謀」（ἐπιβουλή κιναδοῡ），此事發生於前4世紀初，當時在位的是阿格西萊二世，國王身邊的五長官得悉一名叫鏗那頓的男子密謀造反，但因種種考慮不想在城中逮捕他，於是藉詞差他到奧羅那（Αυλώνα）辦公事，要他到那裏逮捕若干奧羅那人和妓女，包括一個「據說是全奧羅那最美麗的女人，都說她腐化了來往的斯巴達男人，不論老幼。」，鏗那頓從前也替五長官辦過事，不疑有詐，就這樣在城外中計被捕。所提到的「最美麗的女人」，很可能就是個交際花。
至少從前3世紀起，大量外國貨幣流通於拉科尼亞，斯巴達終於跟其他希臘城邦看齊。在希臘化時期，伊利翁的玻勒蒙（Πολέμων）在《斯巴達的祭品》（Περὶ τῶν ἐν Λακεδαίμονι ᾿Αναθημάτων）中（轉引自《歡宴的智者》，XIII，34A）描繪了一個著名交際花科提娜（Κοττίνα）的肖像及她奉獻的一頭青銅母牛。他補充道，當時斯巴達人還滿足了他的好奇心，向他展示了位於狄俄尼索斯神廟附近、她接客時使用的房屋。

### 風塵生涯
古希臘妓女的工作環境如何，後世難以得知。古希臘沒有留下有關妓女生活的紀錄，或是妓院格局的描述。古希臘人對妓女的稱呼有很多，其中一個是「撲地人」（χαμαιτυπής），由此可以推斷，古希臘的妓女會跟嫖客就地提供服務。
在若干古希臘作家的作品中，可找到妓女的自述，如琉善的《妓女的對話》和阿爾奇弗龍（Ἀλκίφρων）的一系列「代言尺牘」（古希臘一種流行體裁，有點像中國的八股文，但所代的可以是販夫酒卒）。當然，這些都是虛構作品，不能看作史實，而這些作品觸及的都是自由妓或交際花，鮮提那些被迫性交易的女子，偶然提及，都只把她們當作生財工具，這反映了古希臘人對妓女的看法：性交易無非為錢。對古希臘人來說，不論是男是女，性交易或是生活所迫、或是利慾薰心，至於為好色而性交易，古希臘人以乎不認為有那樣的事。妓女的貪得無厭，是古希臘喜劇裡插科打諢的常見材料。值得注意的是，在雅典，妓女是唯一使錢的女人，男人不免心存芥蒂。古希臘的妓女貪財當然也可能是事實，原因很簡單：年老色衰，收入大減，必須趁年輕時盡量多攢點錢，留待養老之用，這個古今皆然。

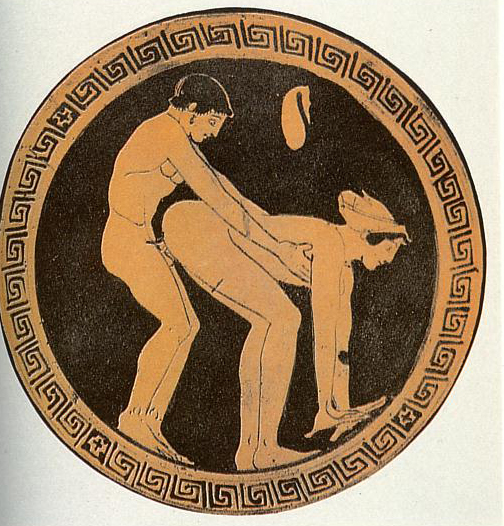
一戔基里克斯杯上所畫的交易場景，上方懸掛著錢包，前480-470年，慕尼克私人藏品。

雖然流於片面、偏頗，古希臘的醫學文獻讓我們一窺當時妓女的日常生活。為了盡量多接客、多賺錢，「賣春婦」必須盡量避免懷孕。我們對古羅馬的避孕方法知道不少，對古希臘的卻所知不多。少數的記載包括歸在希波克拉底名下的一篇論文，文中他向一名「常跟男人混」的舞姬建議：完事後以腳跟抵屁股的姿態不斷跳動，可使精子掉下來，除去成孕的風險（《論精子》，13）。賣春婦也可能會不惜墮胎，甚至殺死初生兒。自由妓的情況則較難推測：假如生出來的是女兒，大可女承母業，讓她老有所養，因此沒有定要避免生育的理由。
陶器上的繪畫也是妓女日常生活的見證，這些常見場景可分為四類，注意這四類常常互相重疊：酒宴、性交、如廁、虐待。在如廁的場景中，妓女的身體通常極為不雅：下垂的乳房或一身贅肉，一盞基里克斯杯甚至展現了一名妓女向便盆小解的情景。在性交的描繪中，妓女的身份通常由一個錢包象徵，表示這種關係的金錢性質。最常見的性交體位是背入式或肛交，而這兩種體位往往難以區辨。女方通常折屈身體，兩臂平放在地，然而古希臘人認為肛交是對成年人的一種羞辱，相對于正常體位，他們也似乎認為背入式難以激起女性的快感；還有一些瓶罐表現了妓女被人使用棍棒或涼鞋威脅的場景，她們被迫接受希臘人認為可恥的性行為：口交、肛交甚至兩者同時進行。
最後，交際花毋疑是古希臘最自由的女性，但必須指出，她們大多都希望找到丈夫或固定伴侶，以贏回尊敬。我們從法律檔案得知涅艾拉斯的生涯，她在被追究其交際花身份之前從了良，還育養了三個孩子。同樣，根據文獻，阿斯帕西婭被伯裏克利挑中作為小妾甚或妻子。雅典奈俄斯（XIII，38）提到「……這些女子（妓女）從良後，常常比那些自誇身家清白的女子更為忠貞。」他還列舉了一些良民同交際花所生的大人物，如科農（Κόνων）的兒子、官至雅典將軍（στρατηγός）的提摩修斯（Τιμόθεος）。交際花都一心從良，卻未聽說有良民自願投身交際花這一行。

### 文學中的風塵女

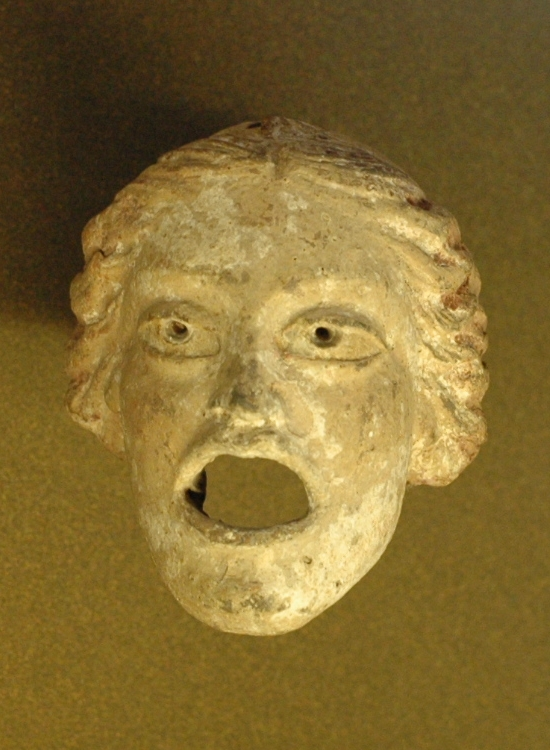
新喜劇中的交際花面具，朱裏烏斯·波呂克斯（Julius Pollux）的列表上第39號，前3世紀或前2世紀，盧浮宮藏。

在新喜劇時代，和奴隸一樣，風塵女成為喜劇的新寵兒。這有幾個原因：舊喜劇通常以政治為題材，新喜劇則由公入私，常以雅典人的日常生活為題材。其次，當時風俗禁止成年女性抛頭露面，而戲劇刻畫的是戶外場景，在街上跑的女子，自然非妓女莫屬。
因此新喜劇大量地從妓女身上尋找噱頭。「一個狡黠的奴隸、一個嚴苛的父親、一個不本分的媒娘再搭一個嬌媚的妓女，可養活了米南德」，奧維德在他的《愛經》（Amores，I，15，17-18）中打趣道。妓女常是男主角的愛人，她必定是出身清白，自小遭父母遺棄或被海盜綁架（如米南德的《西錫安人》（οἱ Σικυώνιοι)），才淪落風塵，後來全賴一件小信物，終與親父母相認，從良嫁人；妓女也常是男配角的情人，構成劇中第二條愛情線。米南德在《公斷》（Ἐπιτρέποντες）一劇中，還一反凡妓必貪的戲劇定型，創造了一個心地善良的妓女，她也得以大團圓結局收場。
古希臘喜劇裡碰頭碰臉都是妓女，在古希臘人的理想國中，卻往往沒有妓女的容身之所。在阿里斯多芬的《女人議會》（Εκκλησιάζουσες）中，女主角禁止妓女進入她的理想國，還說「這些妓女，我可要廢了她們那一行，將年青男子的勃勃雄風留給我們受用。」顯然，婦女將妓女當成不公平的競爭者。柏拉圖將阿提卡的美點跟科林斯的娼婦相提並論，指摘兩者會為他的理想國帶來奢侈與放縱（見《理想國》，III，404d）。西西里的狄奧多羅斯（Διόδωρος）提到希臘化時期的犬儒學派哲人、底比斯的克拉特斯(Κρατης)，說他那個理想國，跟柏拉圖的一樣，家庭由婦女和孩子組成，且也禁止嫖娼（見《史書館》（Bibliotheca historia），II，55-60）。

## 男妓
古希臘還有男妓（πόρνοι），部份專招待女賓，這類男妓打從古典時期起已有了，在阿里斯多芬斯《財神》的一幕中，一個男子因為貧窮，被迫向一個老婦性交易，換取真金白銀、小麥或衣服。然而，古希臘大多數男妓的服務對象都是男人。

### 男妓與少男傾慕

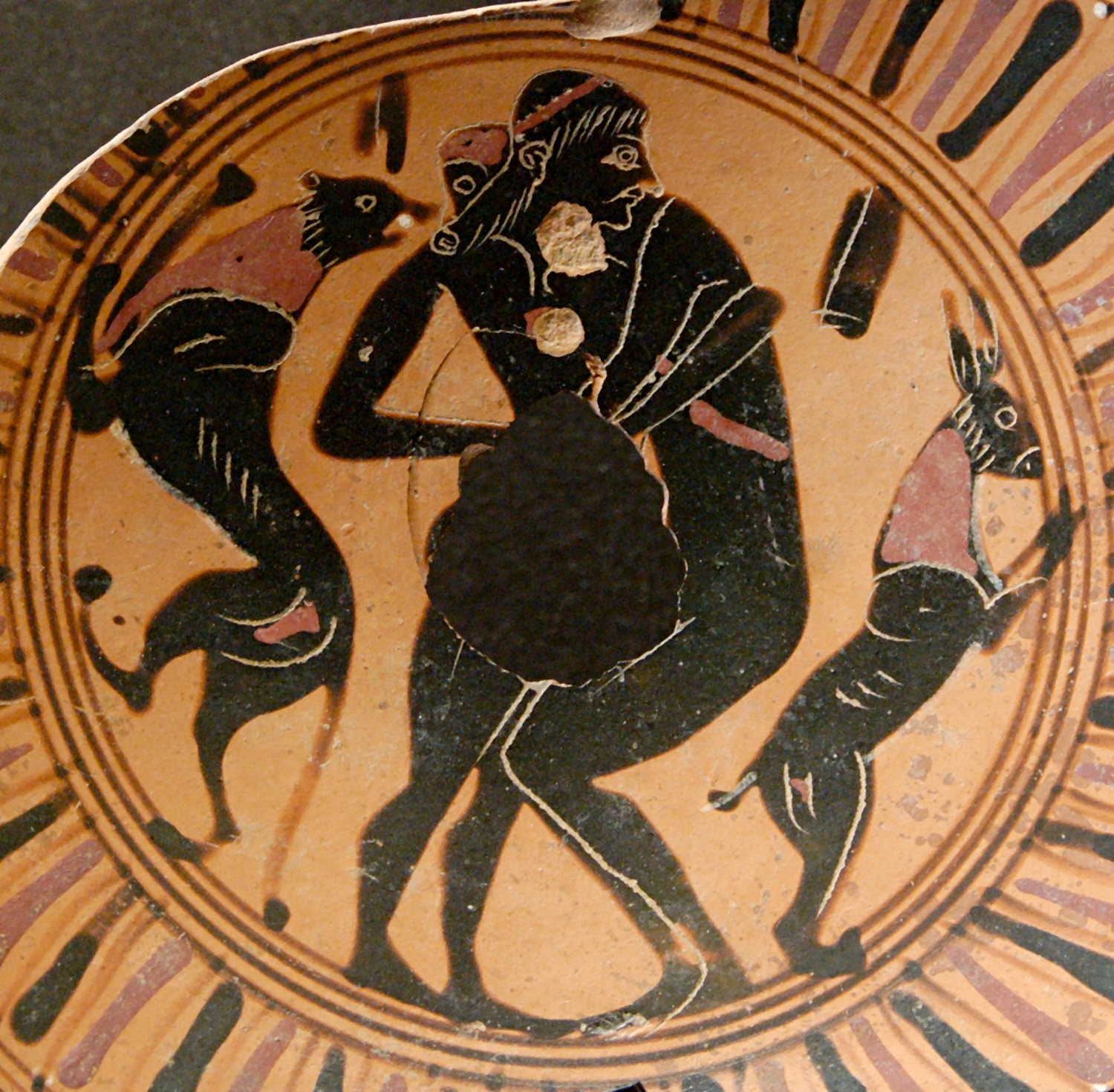
繪有男人與少男的情色場面的黑像杯殘片，前550年-525年，盧浮宮藏。

跟中國古代相似（例如古戰國時代留下成語龍陽之癖的魏國同性戀者龍陽君），古希臘人視對少男的傾慕為一種高尚的情操，這種成年男人與少男的關係，往往近乎師生關係，而且不一定涉及性。
古希臘的妓女上至老下至小，男妓行業則基本上只接納青少年。在琉善的《愛情》（Ἔρωτες，25-26）中，作者明確地說：
對男人來說，一個女人，在歲月於她臉上印上皺紋以前，由少女時代至中年總是可親可愛的，縱韶華已過，風韻猶在，她的魅力始終勝過那些青年人。然而那些跟二十歲男子胡混的男人，我以為是他們追求的是可恥的歡快、不三不四的愛情。那些雙十男子，四肢已長得跟成年人一樣壯碩，從前光滑的下巴如今遍佈鬍子，又圓又粗的腿上也長滿了毛。 
古希臘人認為，青少年自青春期至長出鬍子前的期間最有吸引力，男孩的體毛對希臘人來說是個討厭的事物。因而，即使在一些特例中男孩成年後被留作情人，他們普遍是被剃了毛的。
與他們的女性同行一樣，男妓的存在在希臘並非醜聞。提供奴隸男孩的妓院存在，不僅僅是在比雷埃夫斯、凱拉米克斯或呂卡維多斯的「紅燈區」，而是遍佈各地。年輕的男妓中最有名的要數斐多：家鄉被佔，他淪為奴隸，不得不在妓院謀生，直到蘇格拉底發現了他，並讓他的學生將他買下。這個年輕人隨後成為老哲學家的弟子，也成了柏拉圖《斐多篇》的主角，轉述了哲人慷慨赴死之時的言行。城邦也向男妓徵收稅款。演說家伊斯金尼斯（Αἰσχίνης）在他的著名演說《駁提馬克斯》（Κατὰ Τιμάρχου）中若無其事，描繪了男性妓院的情景。

### 性交易與公民身份
男妓院的普及，表明龍陽癖並非有閒階級的專利。對那些須為口奔馳的人來說，貴族那一套求偶儀式（到天體場觀望、正式追求、送禮討好）不切實際，但因為有男妓，他們對少男的傾慕也得以滿足，另外男妓的普及，也因為古希臘的法律保護少男，不容他們受性侵犯，而在色諾芬的記載以前，也未有聽聞有主人與少男奴隸搭上。再有一層，就是成年男人與少男的關係有不少禁忌，例如古希臘人認為口交是可恥的事，因此成年那一方，不能要求將成為公民的少年那一方幹這回事，真想行這個，就只好找男妓。
雖然法律許可男妓業，但當男妓終究是不光彩的事。從事者通常是奴隸，概括來說就是非公民。在雅典，生為公民的男子當妓，政治後果可嚴重，或會因此喪失公民權。在《駁提馬克斯》中，伊斯金尼斯本來被提馬克斯控告，但他反指提馬克斯年青時曾當妓，使提馬克斯喪失公民權，而公民權之一，就是向別人提出起訴。因此，雅典嚴禁成年男人以金錢向生為公民的少男換取性服務，因為這可能令少男在將來失去公民權。
在上述的訴訟中，伊斯金尼斯引用雅典法令中的「成份檢查」（δοκιμασία）條例：一個「出賣自己身體」（πεπορνευμένος）或「任由自己的身體被出賣」（ἡταιρηκώς）的公民，將被褫奪在公眾地方發言的權利，因為「一個為了『他人的愉悅』（ἐφ’ ὕϐρει）而出賣自己身體的人，隨時可以出賣整個城邦的利益」（見該演說第29節）。根據波利比奧斯的記載（XII, 15, 1），史家提麥奧斯（Τίμαιος）控告阿加托克利斯，正是基於這一點：娼妓正是一個為了滿足他人的欲望而放棄自身尊嚴的人，一個「任由登徒子受用的『尋常娼妓』（κοινὸν πόρνον），一隻寒鴉，一隻鵟，人家想要，就將自己的身體獻出。」

### 收費
跟女娼一樣，男妓的收費不一。雅典奈俄斯（VI，241）提到一名少男只收1個奧波勒斯，但這個價錢似乎低得令人懷疑。2世紀的諷刺短詩名家、薩迪斯（呂底亞的首都）的斯特剌同（Στράτων）則說一次收費要5個德拉克馬（《希臘詩選》，XII，239）。一封嫁名伊斯金尼斯的信（VII，3），則說某某男妓共賺了3,000個德拉克馬，大概是說他職業生涯所賺的。
另外，似乎男妓可分為兩類，在《訴提馬克斯》中，伊斯金尼斯將男妓區分為「男妓」與「養男」（見第29節）。伊斯金尼斯表示，假如提馬克斯甘心跟著他第一個男人，他的罪名或可從輕發落，然而，當他第一個男人錢財散盡時，他又跟了另一個，之後陸續有來，這證明瞭他是「男妓」（πεπορνευμένος），不是「養男」（ἡταιρηκώς）（見第51、52節）。